# Битва при Зонкьо
Битва при Зонкьо (англ. Battle of Zonchio), или Битва при Сапиенце, или Первая битва при Лепанто — морское сражение в ходе венециано-османской войны 1499—1503 годов, происходившее в течение четырёх дней: 12, 20, 22 и 25 августа 1499 года. Это было первое в истории морское сражение с использованием установленных на кораблях пушек. Сражение завершилось великой тактической и стратегической победой османского флота.

## Ход событий
В январе 1499 года турецкий адмирал Кемаль-реис вышел из Стамбула с 10 галерами и 4 судами других типов, а в июле соединился с огромным османским флотом, посланным ему Давуд-пашой для начала широкомасштабной войны против Венецианской республики. Теперь под его командованием было 67 галер, 20 галиотов и около 200 судов меньших размеров. Венецианский флот состоял из 170 кораблей. Османским флотом командовал капудан-паша (адмирал) Кучук Давут-паша, венецианским — капитан-генерал Антонио Гримани.
Достигнув в августе 1499 года мыса Зонкьо в Ионическом море, между греческими городами Пилос и Метони, османский флот разгромил венецианский флот из 47 галер, 17 галиотов и около 100 судов меньшего размера, которым командовал Антонио Гримани.
Многие капитаны проигнорировали приказ Гримани атаковать османов, и он не принимал участия в битве. Его нерешительность и нежелание атаковать привели к поражению во время боя.
На второй день Гримани приказал экипажам убить всех капитанов, которые отказывались сражаться. Несмотря на это, а также на прибытие четырёх французских галер, он послал против османов только две галеры из 170. Оба каким-то образом вернулись невредимыми.
25 августа венецианцы захватили несколько османских галер, затем дисциплина была нарушена, и османы отбили суда, пока они грабили; французское подкрепление с отвращением бросило венецианцев и бежало на Родос.
В наиболее критический момент битвы две венецианские каракки под командованием Андреа Лоредана (из влиятельного венецианского семейства Лореданов) и Альбана д’Армера взяли на абордаж один из флагманских кораблей турецкого флота. Опытный турецкий капитан Бурак-реис, будучи не в состоянии расцепиться с венецианскими кораблями, предпочёл поджечь свой корабль. Вид трёх горящих вместе больших кораблей нанёс серьёзный урон боевому духу венецианцев.
Антонио Гримани 29 сентября был арестован, но впоследствии освобождён. В 1521 году он стал венецианским дожем. Турецкий султан Баязид II подарил 10 захваченных венецианских галер Кемаль-реису, с октября по декабрь 1499 года базировавшемуся с флотом на острове Кефалиния.